# Chloroclystis subpalpata
Chloroclystis subpalpata är en fjärilsart som beskrevs av Louis Beethoven Prout 1958. Chloroclystis subpalpata ingår i släktet Chloroclystis och familjen mätare. Inga underarter finns listade i Catalogue of Life.